# 菜市 (新加坡)
菜市（英語：Chai Chee；白話字：Chhài-chhī）是新加坡勿洛的一處住宅區。